# گابازین
گابازین (انگلیسی: Gabazine) دارویی است که به عنوان یک آنتاگونیست در گیرنده‌های GABAA عمل می‌کند. این دارو در پژوهش‌های علمی استفاده می شود و هیچ نقشی در پزشکی ندارد، زیرا انتظار می‌رود در صورت استفاده در انسان، تشنج ایجاد کند.
گابازین به جایگاه تشخیص GABA مجموعه گیرنده-کانال متصل می‌شود و به عنوان یک بازدارنده آلوستریک باز شدن کانال عمل می‌کند. اثر خالص این است که با مهار شار کلرید در غشای سلولی، مهار سیناپسی با واسطه گابا را کاهش می‌دهد، و در نتیجه از هیپرپلاریزاسیون عصبی جلوگیری می‌کند. در حالی که مهار فازیک (سیناپسی) به گابازین حساس است، مهار تونیک (خارج سیناپسی) نسبتاً غیر حساس به گابازین است.